# Orden de la Reunión
La Orden de la Reunión (Francés: Ordre de la Réunion; Neerlandés: Orde van de Reünie) fue una orden civil y militar creada por Napoleón en 1811 tras la incorporación del Reino de Holanda al Primer Imperio Francés.
Era concedida a los habitantes de los nuevos departamentos incorporados a Francia. La orden fue abolida en 1815.
Su insignia era una estrella de plata de 12 puntas sobre un sol de oro, bajo una corona real, y con una cinta de color azul cielo.